# Polymethacrylimid
Polymethacrylimid ist ein Polymer, aus dem Hartkunststoff (PMI) und Hartschaumstoff (PMI-E) hergestellt wird, und gehört zu den Polyimiden. Er wird im Flugzeug- und Autobau, in der Medizintechnik sowie im Bau zur Leichtbauweise eingesetzt, meist als Sandwichkonstruktion zwischen zwei Decklagen aus hochfesten Kunststoffen. Auch Angelschwimmer und Membranen von Flachlautsprechern können aus PMI gefertigt werden. Es ist unter dem Handelsnamen Rohacell von Evonik Industries am Markt verfügbar.

## Herstellung
Ein Copolymerisat von Methacrylsäure und Acrylnitril wird durch Verschäumen bei 170–210 °C in Polymethacrylimid umgewandelt. Dabei kommt zu intramolekularer Imidbildung zwischen benachbarten Carbonsäure- und Nitrilgruppen.

intramolekulare Imidbildung
Außerdem kann es auch zu intermolekularen Imidbildungen zwischen zwei Polymerketten kommen. Diese Reaktion führt zur Quervernetzung des Polymers.

intermolekulare Imidbildung

## Eigenschaften
PMI-Hartkunststoff und PMI-E-Hartschaumstoff sind hoch wärmeformbeständig bis etwa 180 °C, kriechbeständig, dauerschwingfest und zeichnen sich durch eine hohe Steifigkeit, homogene Schaumstruktur und einfache Formgebung aus.
Bei PMI-E kann durch eine spezielle Herstellungsmethode das Zellgefüge des Polymers so modifiziert werden, dass sich in Längsebene und senkrecht dazu verschiedene Festigkeitswerte ergeben. Die Schaumstoffvariante kann im Gegensatz zum Hartkunststoff bis zu 65 % Feuchtigkeit aufnehmen.